# Reimsi katedrális
A reimsi katedrális Franciaország északi részén, Reimsben található, az ország egyik legfontosabb gótikus temploma, építészeti remekmű. 1991 óta az UNESCO Világörökség része. Évszázadokig itt koronázták a francia királyokat.

## Leírása

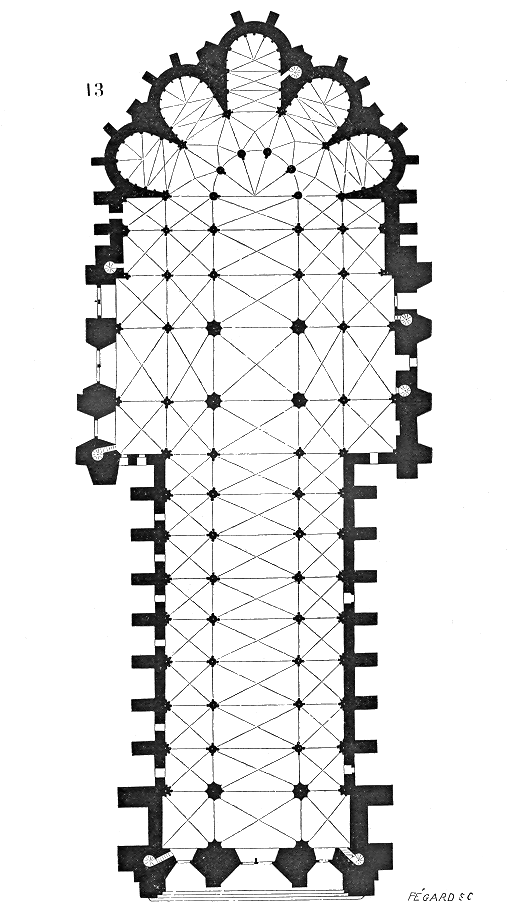
A katedrális alaprajza

A háromhajós bazilikának kialakított katedrális a nyugati homlokzat kivételével már a 13. században (1211–1311) elkészült. Végleges formáját a 14. században nyerte el, miután a hajót meghosszabbították, hogy így több helyet alakítsanak a koronázási szertartásokon jelen levők számára. A tető és a tornyok egy 1481-es tűzvészben leégtek.
A templom legmarkánsabb jellegzetessége a domborművekkel és szobrokkal gazdagon díszített nyugati homlokzat – a középkori szobrászat nagyszerű példája. A két zömök és alacsony torony 81 méter magas, eredetileg tetőcsúcsot terveztek, így a magasságuk 120 méter lett volna. A főbejárat Szűz Máriának van szentelve. Közvetlenül a főbejárat fölött található a gótikus csúcsíven belül egy rózsaablak. A nyugati homlokzat közepét a fő rózsaablak foglalja el, alatta a Királyok galériája I. Klodvig keresztelését, valamint utódait ábrázolja.
Belül a katedrális 139 méter hosszú, az öthajós keresztháznak dupla négyezete van, és 55 méter széles, a háromhajós hosszház 32 méter széles.

A katedrálist 1870-ben IX. Piusz pápa nevezte ki ún. basilica minornak. A templom az első világháborúban súlyosan megsérült, többek között teljesen leégett a 15. századi fa tetőszerkezet. A felújítást 1919-ben kezdték el, amely húsz évig tartott. A második világháborút szerencsésen átvészelte. 1974-ben szentelték fel a Marc Chagall készítette színes ablakokat.

Királykoronázások
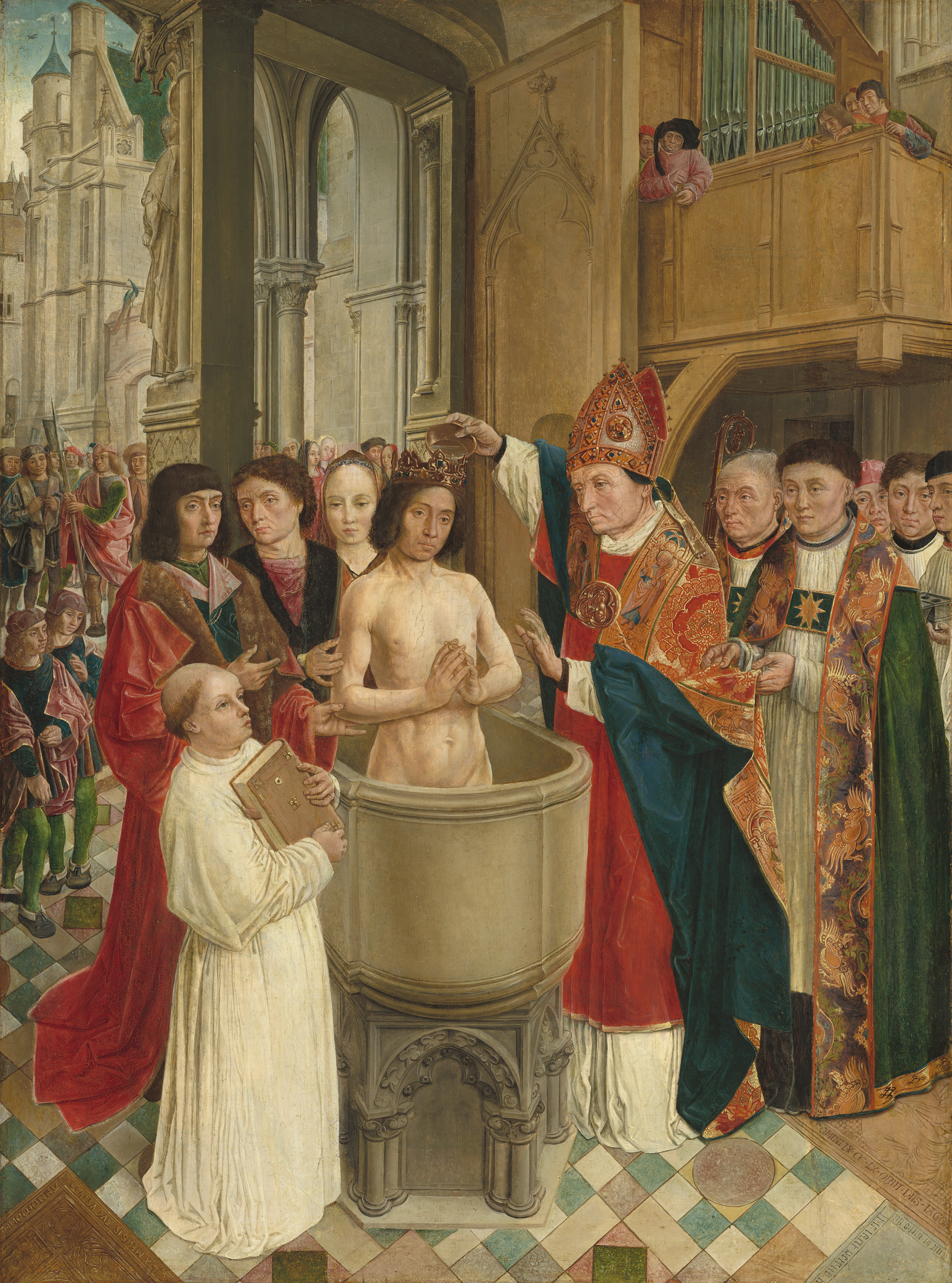
Klodvig megkeresztelkedése
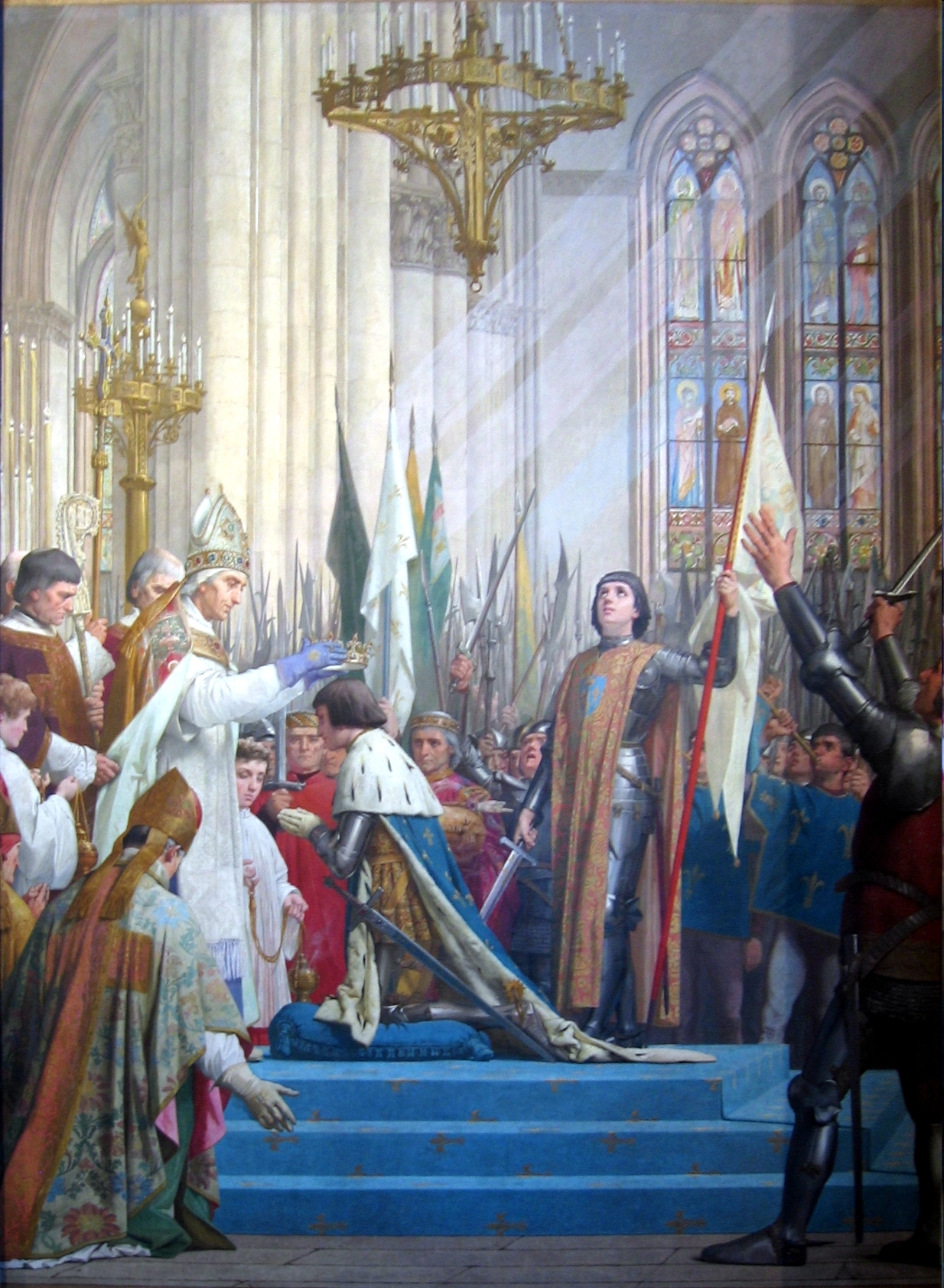
VII. Károly francia király koronázása
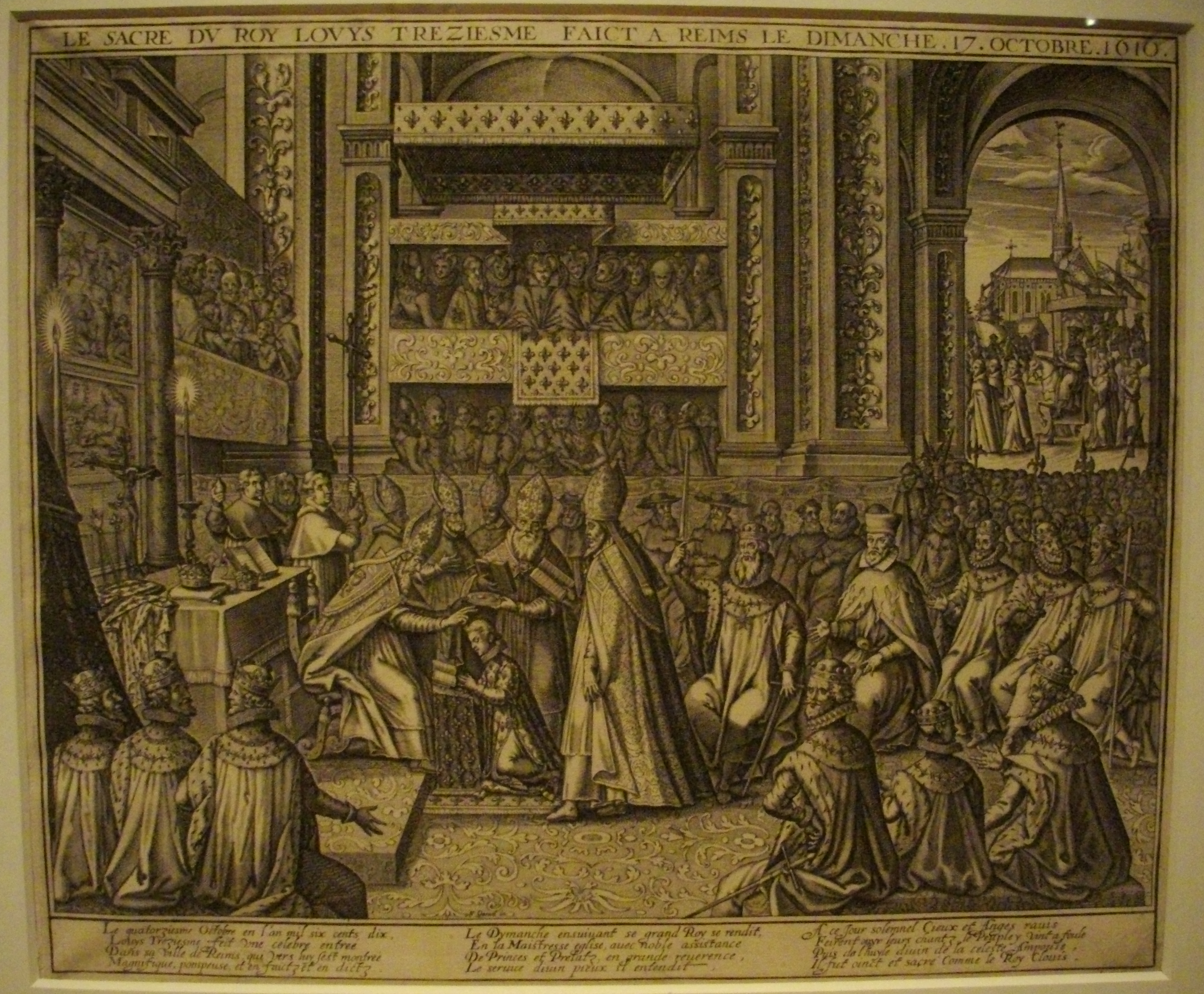
XIII. Lajos francia király koronázása
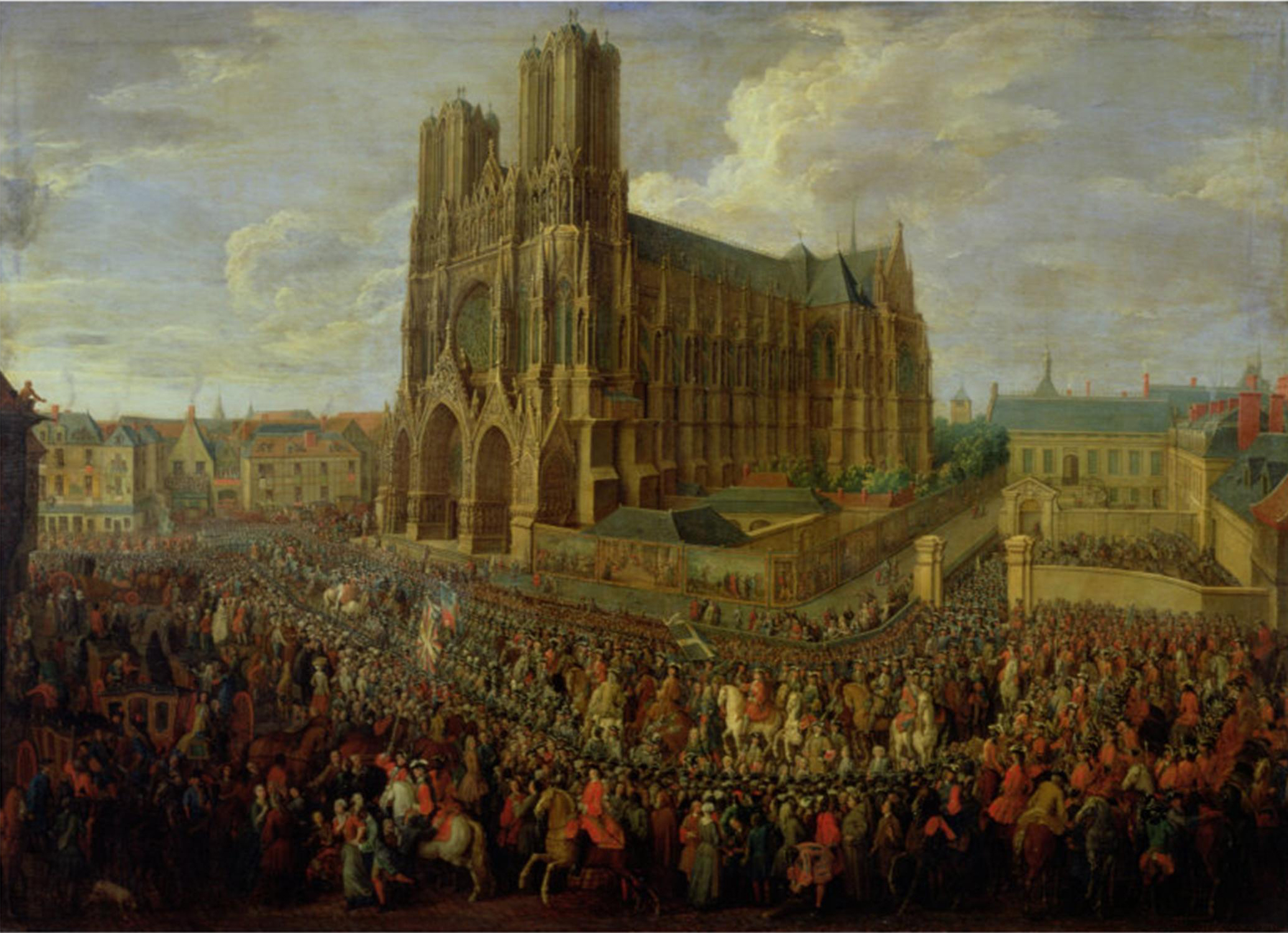
XV. Lajos francia király koronázása
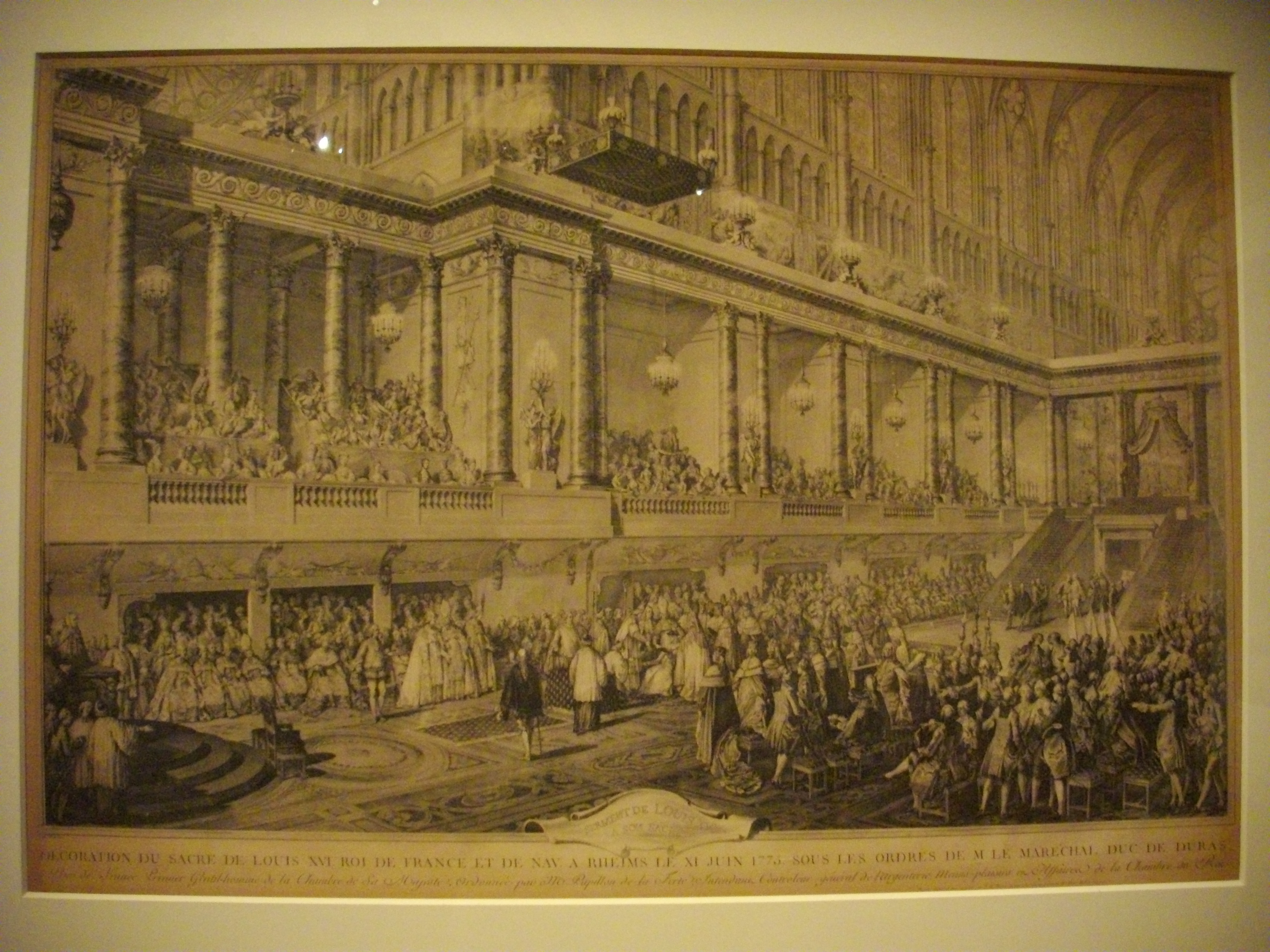
XVI. Lajos francia király koronázása
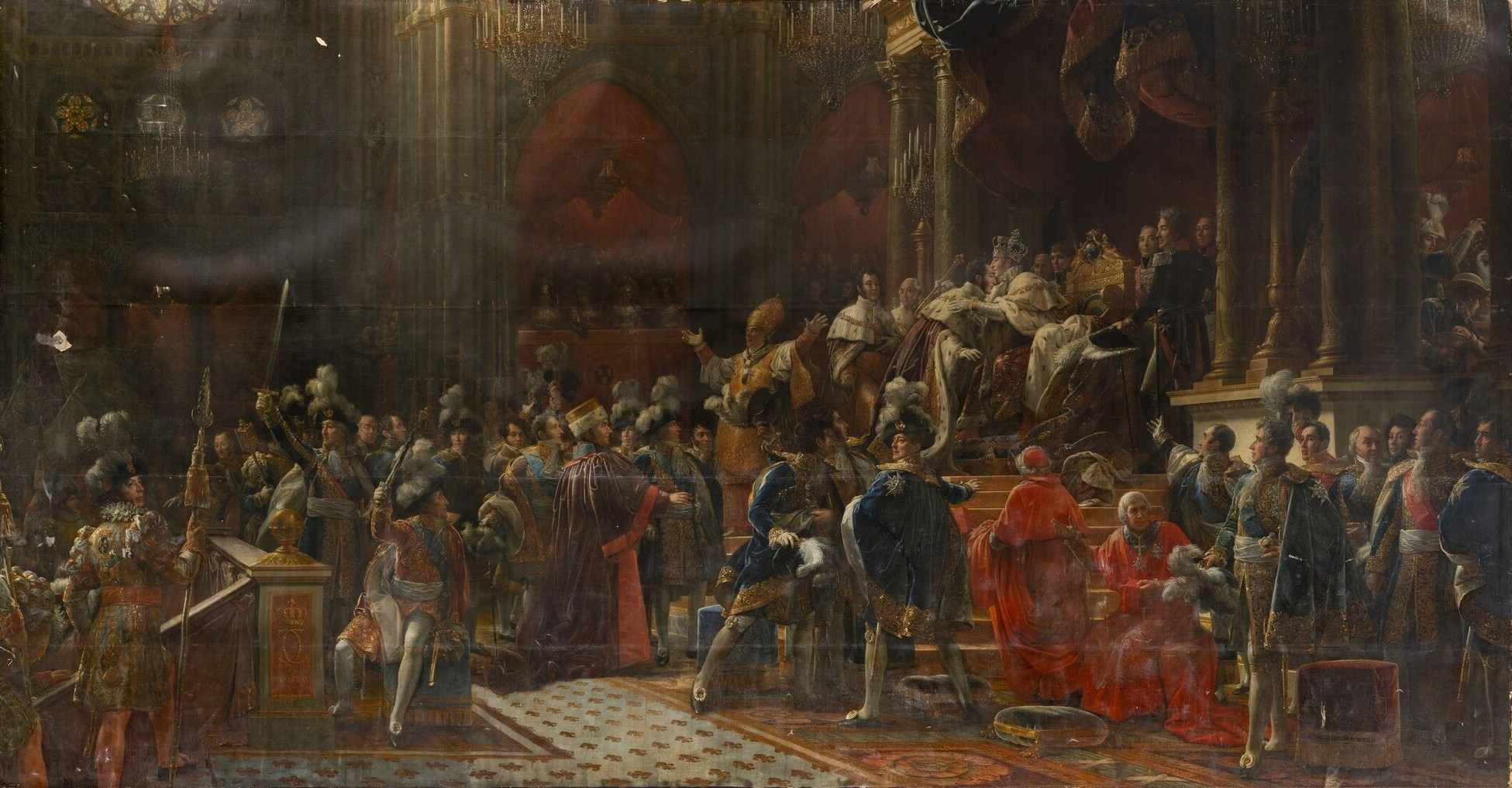
X. Károly francia király koronázása

A katedrális kívülről
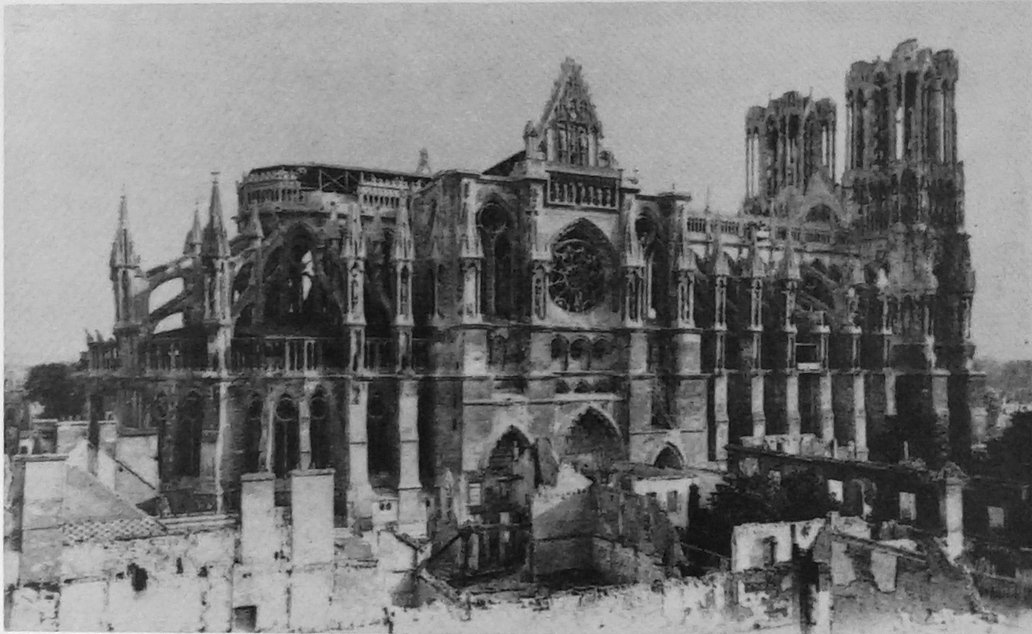
Az első világháborús ágyúzások után
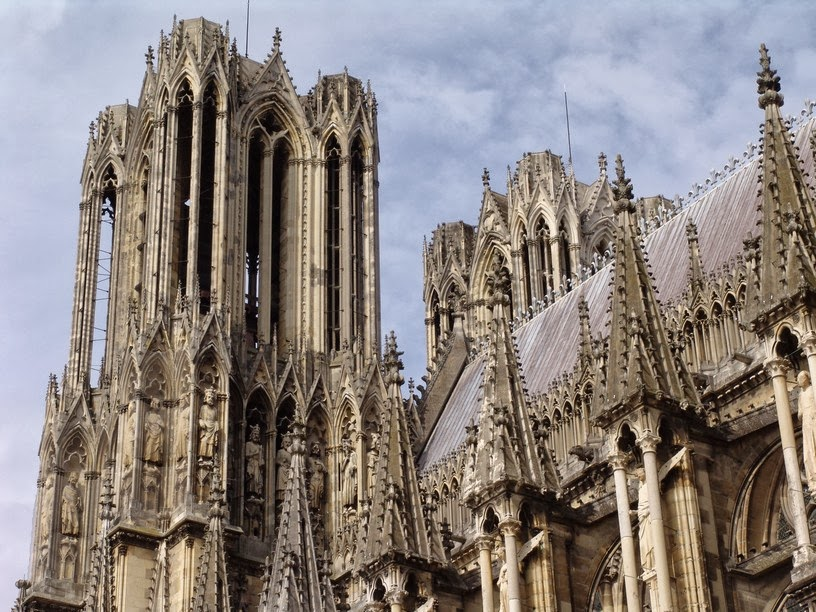
A déli torony
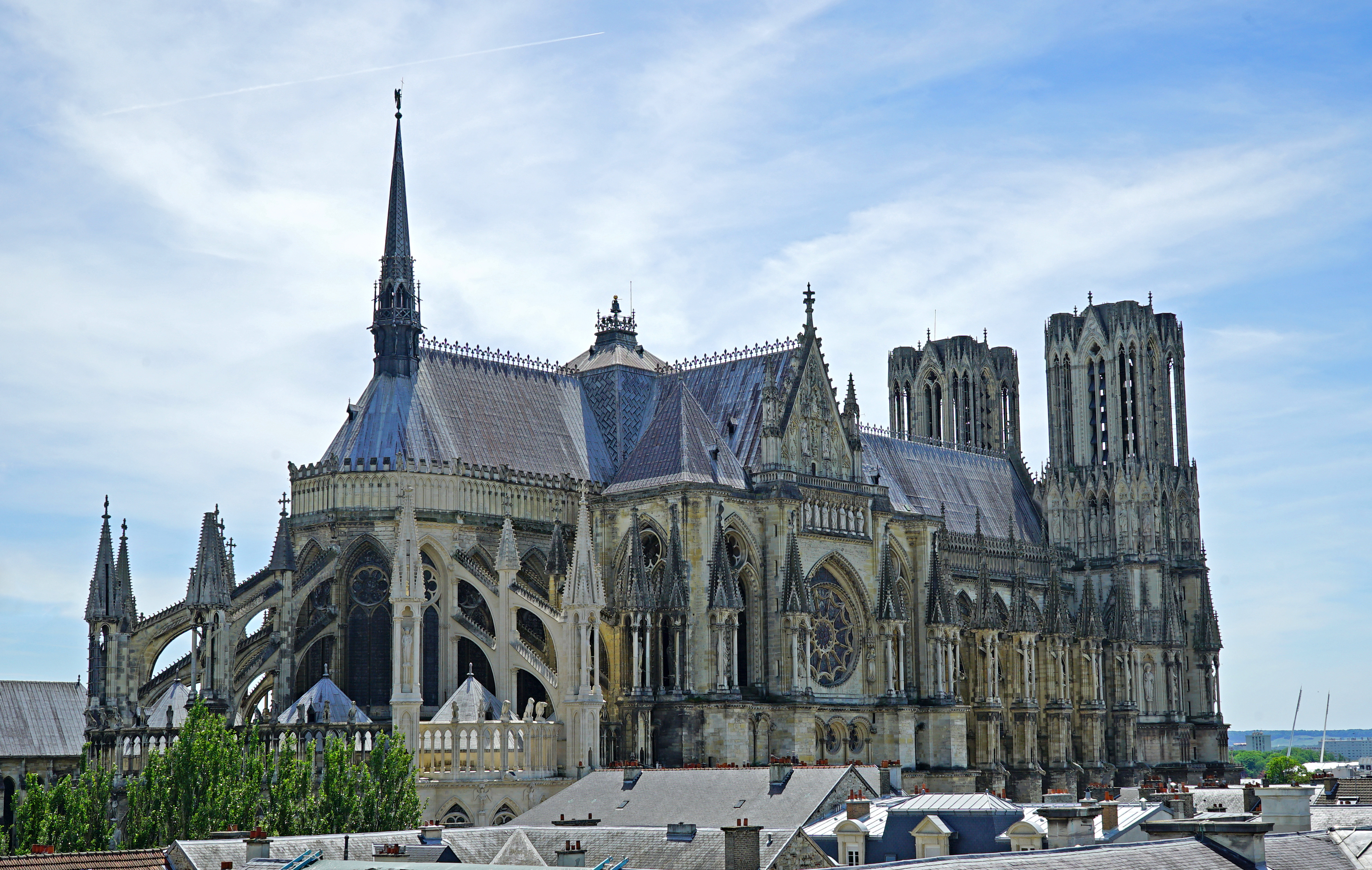
A szentély felől
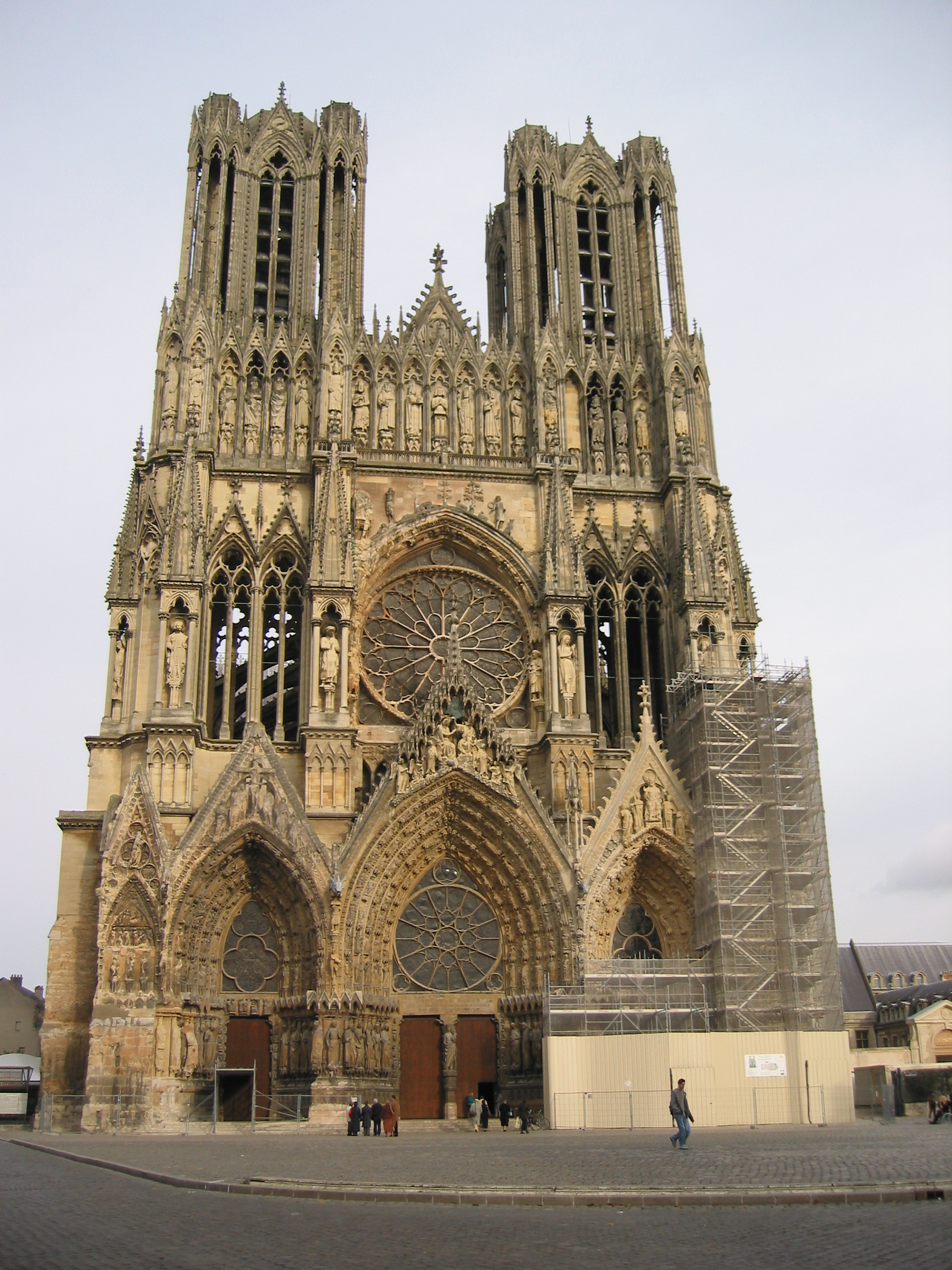
A homlokzat
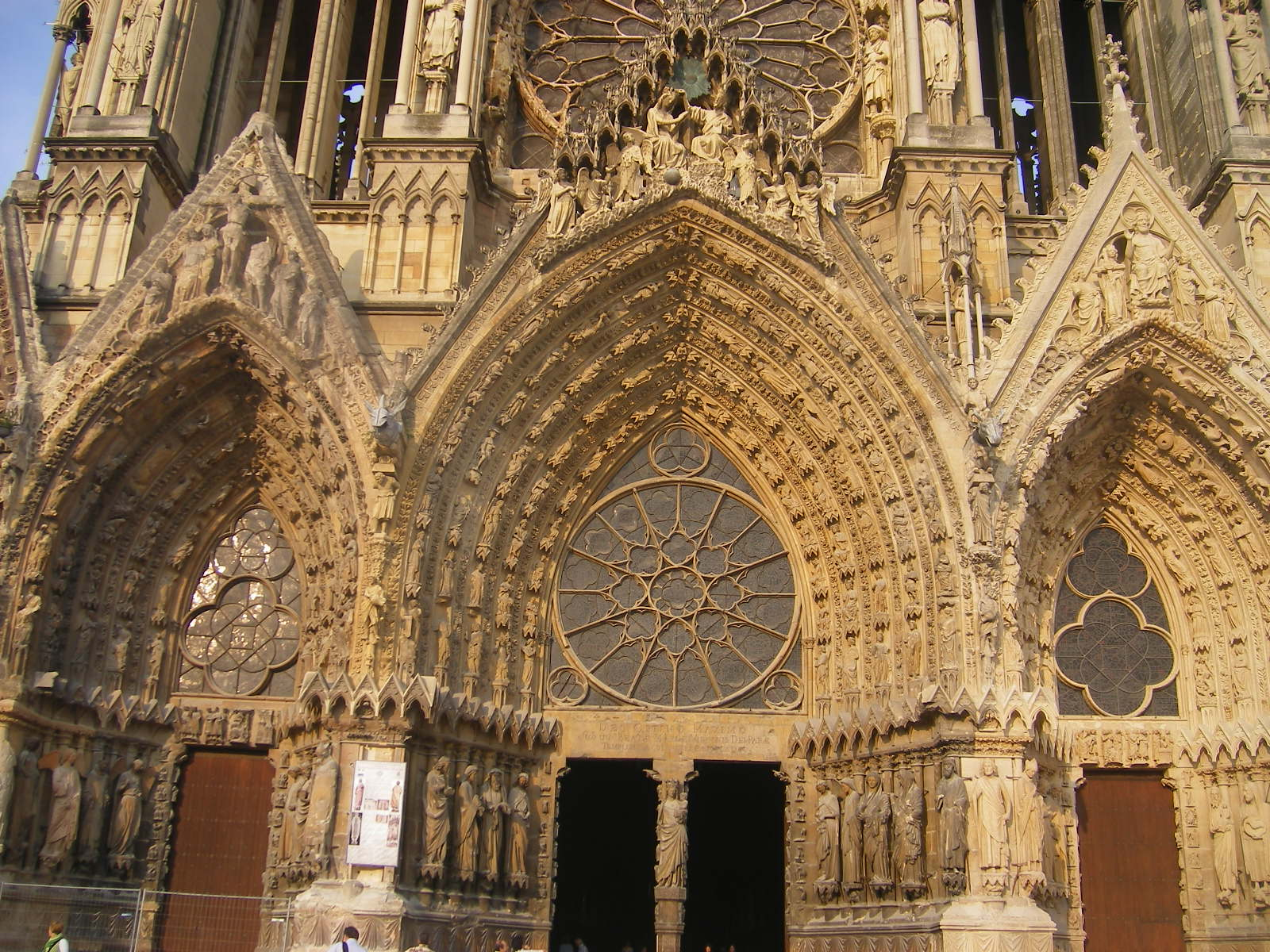
A kapuk
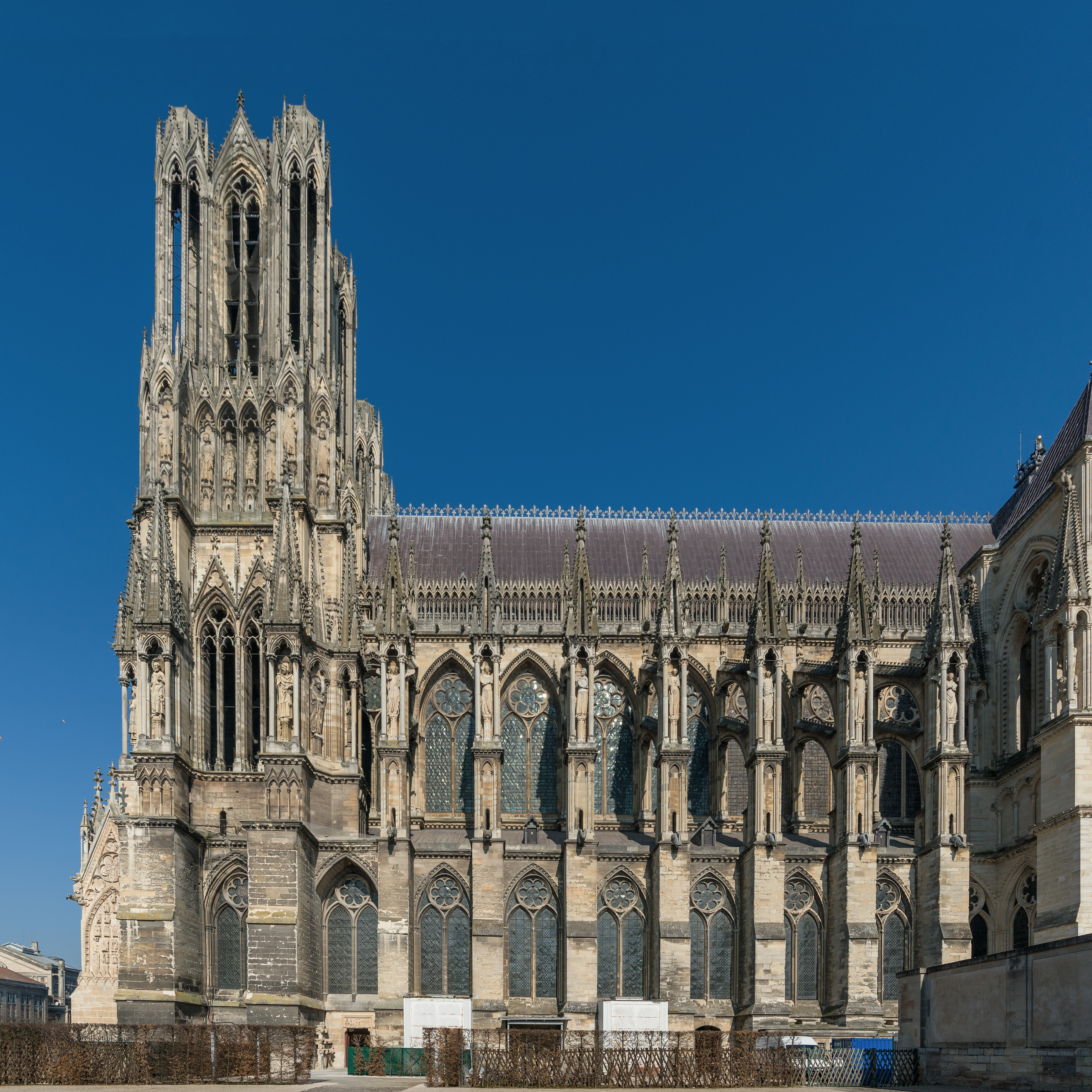
Az oldalfal
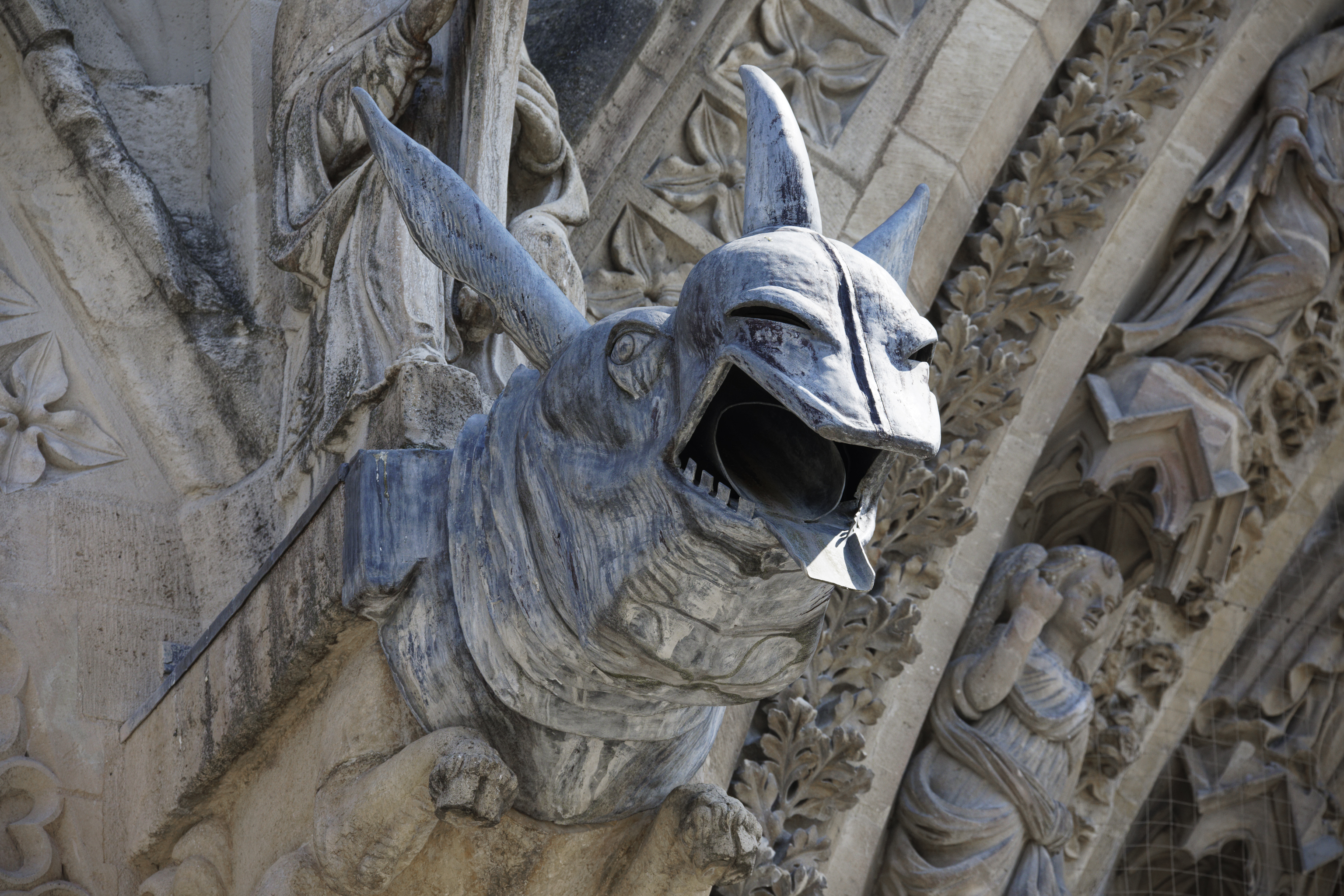
Vízköpő
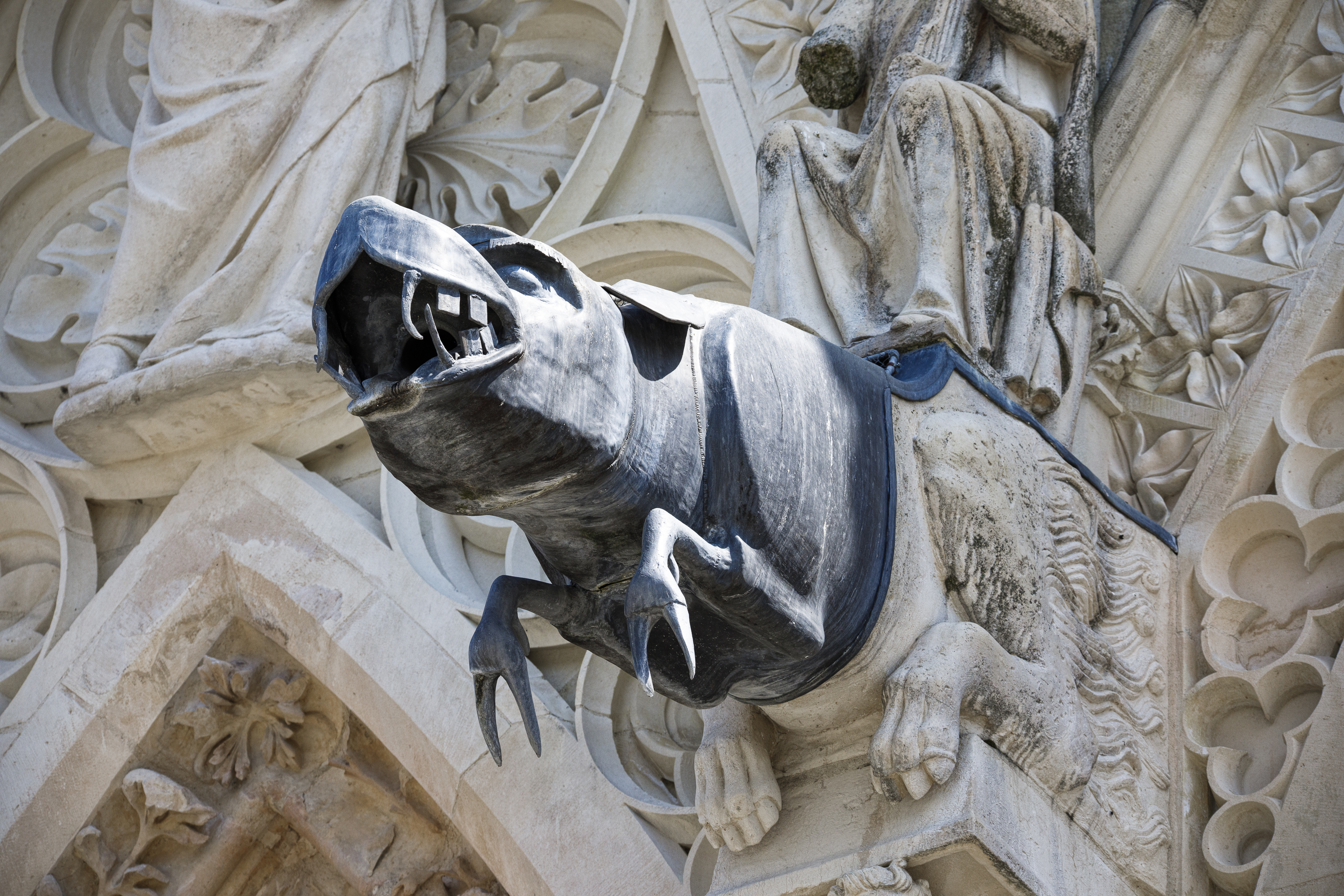
Vízköpő
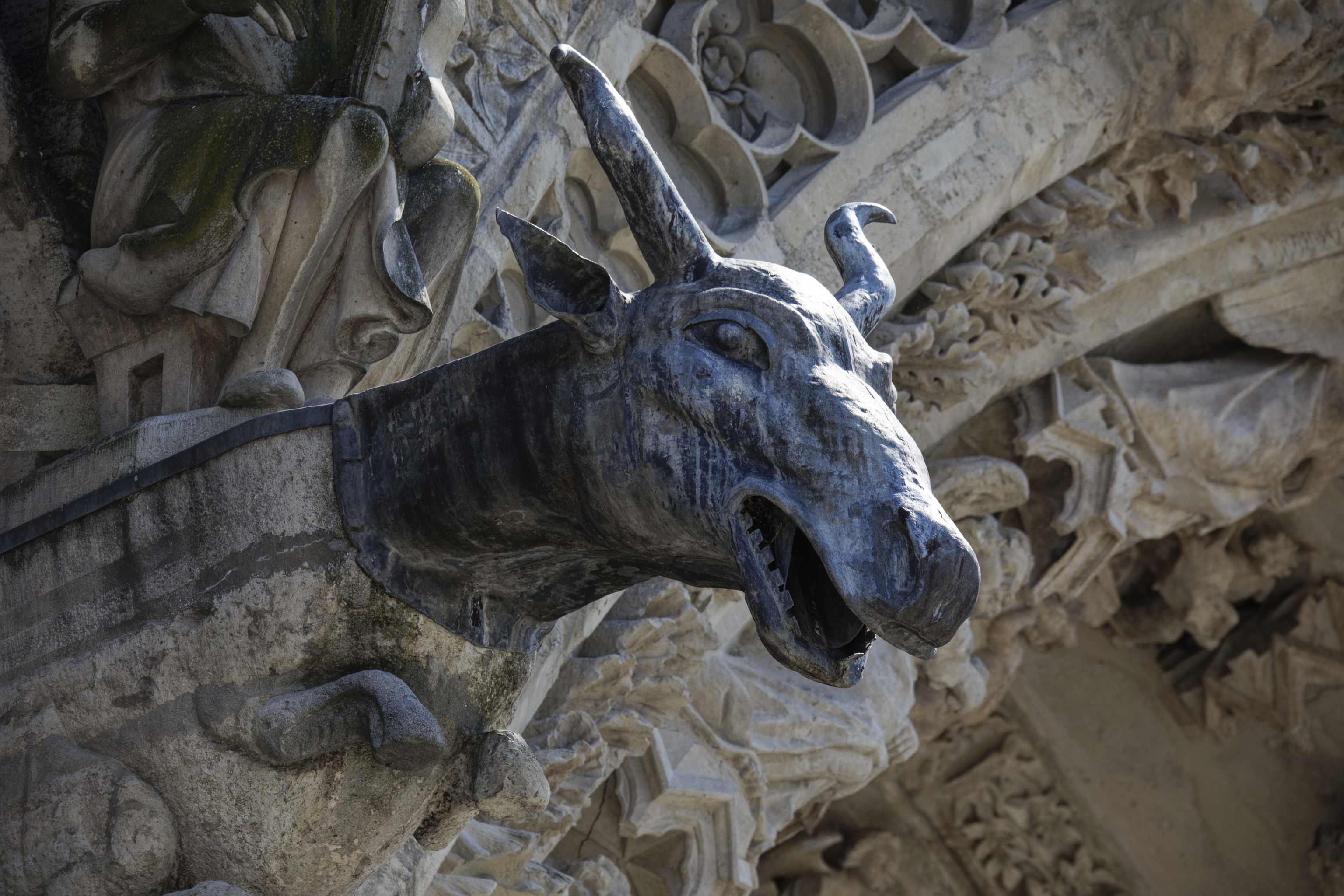
Vízköpő
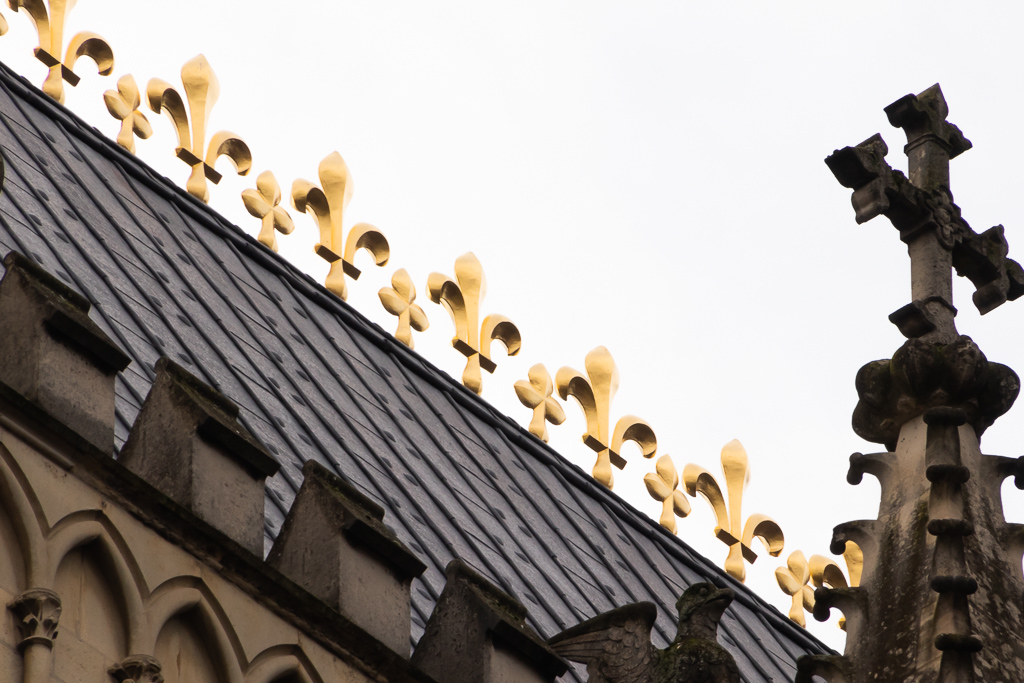
Fleur-de-Lys